# Les Angles (Gard)
 Les Angles  es una población y comuna francesa, en la región de Languedoc-Rosellón, departamento de Gard, en el distrito de Nimes y cantón de Villeneuve-lès-Avignon.

## Demografía
| 350 | 349 | 383 | 331 | 386 | 380 | 415 | 388 | 416 | 414 | 437 | 409 | 411 | 374 | 358 | 307 | 308 | 341 | 352 | 367 | 286 | 412 | 452 | 669 | 941 | 1 384 | 2 728 | 3 505 | 4 582 | 5 570 | 6 838 | 7 578 | 8 192 |
| Para los censos de 1962 a 1999 la población legal corresponde a la población sin duplicidades (Fuente: INSEE [Consultar]) |     |     |     |     |     |     |     |     |     |     |     |     |     |     |     |     |     |     |     |     |     |     |     |     |       |       |       |       |       |       |       |       |